# Kabinett Lützow II
Das Kabinett Lützow II (Gesamtministerium) bildete vom 10. Oktober 1849 bis zum 12. April 1850 die erste von Großherzog Friedrich Franz II. als Kollegialregierung eingesetzte Landesregierung von Mecklenburg-Schwerin.
Nach dem eigenmächtigen Inkraftsetzen der neuen Verfassung durch Friedrich Franz II. zum 10. Oktober 1849 gegen den Widerstand der alten Landstände und des Strelitzer Großherzogs Georg wurde die neue Regierung ernannt, die erstmals eine Ministerialstruktur hatte und die das Geheime Staatsministerium, Regierung und Lehnkammer ablöste. Sie wurde vom reformorientierten Ludwig von Lützow geleitet, der schon seit 1840 als Geheimer Ratspräsident und erster Minister die Regierungsgeschäfte geführt hatte.
Nachdem sich bei den Großmächten des Deutschen Bundes Preußen und Österreich die Gegenrevolution durchgesetzt hatte, riefen Großherzog Georg und die Ritterschaft ein Schiedsgericht an, um die Verfassung für ungültig zu erklären und die Neuwahl eines Landtages zu verhindern. Großherzog Friedrich Franz II. hatte eingelenkt und sich auf dieses Verfahren eingelassen. Gegen diese Entscheidung, die im Freienwalder Schiedsspruch münden sollte, mit dem Georg und die Ritterschaft auf ganzer Linie Erfolg hatten, wehrten sich Lützow und seine Kabinettskollegen und traten  am 12. April 1850 aus Protest zurück.
| Amt                                                                                            | Name                     |
| Staatsminister, Präsident des Gesamtministeriums Auswärtige Angelegenheiten und Militärsachen1 | Ludwig von Lützow        |
| Inneres                                                                                        | Friedrich Johann Meyer   |
| Justiz                                                                                         | Maximilian von Liebeherr |
| Finanzen                                                                                       | Theodor Ernst Stever     |

1 Das Außenministerium beinhaltete die Abteilungen für die geistlichen, die Unterrichts- und die Medizinalangelegenheiten.